# حمام (مازو)
حمام (بالفارسية: حمام) هي قرية تقع في قسم مازو الريفي، بمقاطعة أنديمشك التابعة لمحافظة خوزستان، إيران. يقدر عدد سكانها بـ 65 نسمة حسب الإحصاء السكاني الذي تمّ في عام 2006.